# Ghudjduwan
Ghudjduwan fou una vila al nord-est de l'oasi de Bukharà a la vora del Kharkan Rud (modern Pirmast) afluent del Zarafshan. És famosa per la derrota que hi va patir Baber el 1512, a mans dels uzbeks. Correspon a la moderna Gizduven.